# Jakub Schikaneder

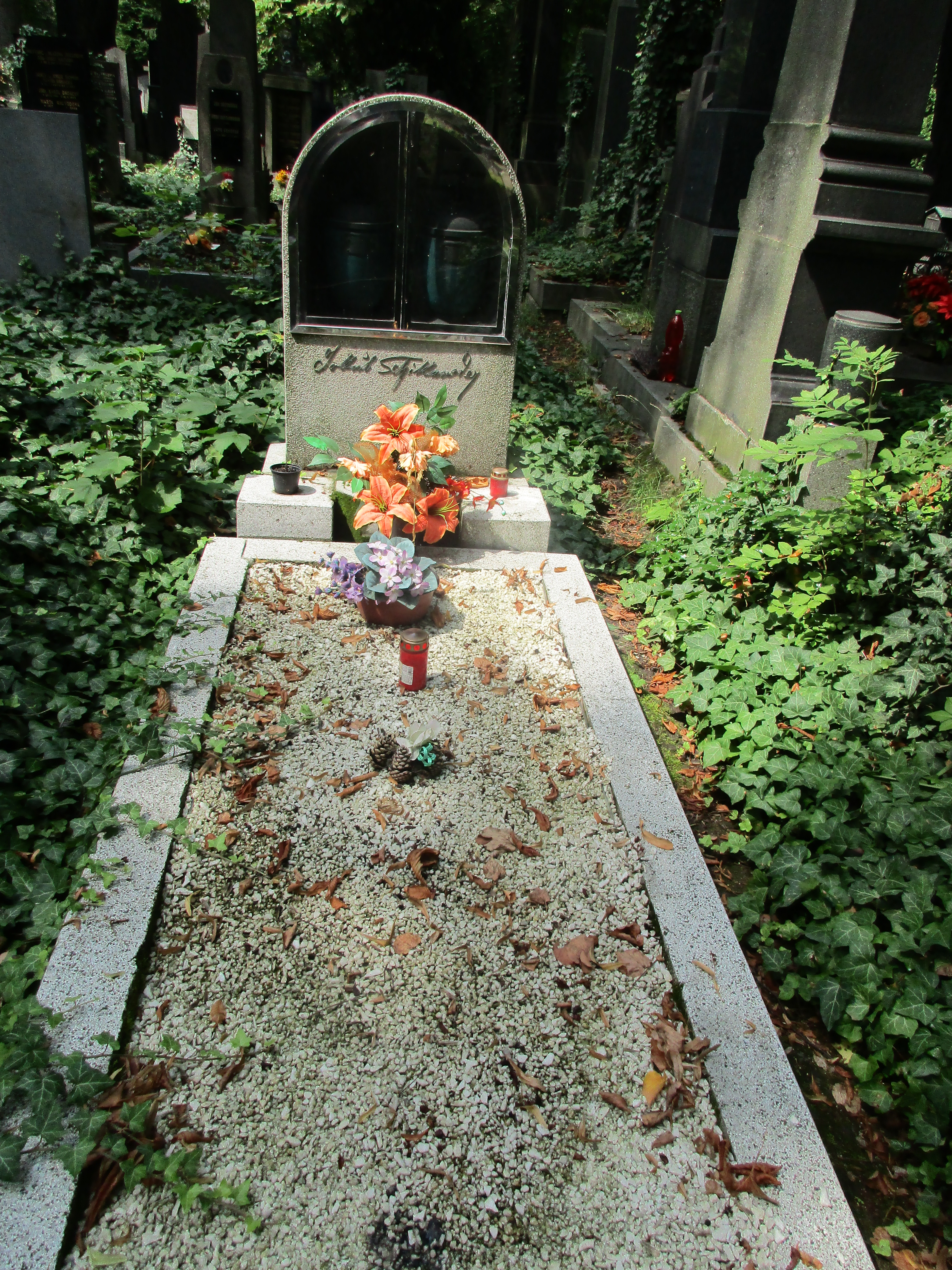
Hrob malíře Jakuba Schikanedera, Hřbitov Vinohrady

Jakub Schikaneder (27. února 1855 Praha-Staré Město – 15. listopadu 1924 Praha-Královské Vinohrady) byl český malíř.

## Život

### Mládí
Jakub Schikaneder se narodil 27. února 1855 v Praze, v rodině pražského celního úředníka Karla Friedricha Schikanedera (1811–1871), narozeného ve Vídni, a matky Leokadie, rozené Běhavé (* 1819 v Praze). Starší bratr Karel se narodil roku 1850.

### Studia a cesty
V roce 1870 (tedy v patnácti letech) začal Jakub Schikaneder studovat na pražské Akademii výtvarných umění. Jeho spolužáky byli Mikoláš Aleš, František Ženíšek nebo Emanuel Krescenc Liška. Když v roce 1871 zemřel otec Karl Friedrich Schikaneder, zhoršila se finanční situace rodiny. O předpokladech ke studiu výtvarného umění svědčí, že v roce 1879 nazvaly Květy tehdy čtyřiadvacetiletého Schikanedera „nejnadanějším z akademiků“.
Profesorem Jakuba Schikanedera byl Antonín Lhota a další. Studia na pražské akademii ukončil v roce 1878. Po roční vojenské službě odcestoval do Paříže a pak pokračoval ve studiu na mnichovské akademii u profesora Gabriela Maxe. V první polovině 80. let žil v Praze a v Mnichově. Později cestoval do Nizozemska, Švýcarska, Itálie, Francie a Německa. V roce 1890 navštívil světovou výstavu v Paříži.

### Počátky výtvarníka a soutěž o výzdobu Národního divadla
Počátkem 80. let se práce Jakuba Schikanedera počaly objevovat v ilustrovaných časopisech.
Jakub Schikaneder patřil do tzv. generace Národního divadla. V roce 1880 se z Mnichova, kde pobýval, spolu s Emanuelem Krescencem Liškou zúčastnil soutěže na výzdobu Národního divadla. Jednalo se o vlysovou výzdobu královské lože s námětem Doba Přemyslovců, Doba Karla IV. a Doba Rudolfa II. Kompozici navrhl Schikaneder a barevné řešení Liška. Návrhy byly realizovány a přestože je požár Národního divadla nezničil, byly nahrazeny pracemi Václava Brožíka. Se studií k oponě Národního divadla, kterou podal samostatně, Jakub Schikaneder neuspěl.

### Rodinný život
Dne 5. července 1884 se oženil s Emílií Nevolovou, dcerou drážního úředníka (1859–1931). Roku 1885 se jim narodil syn Lev, který 16. května téhož roku zemřel. Rodina v té době žila v Jungmannově třídě na pražských Vinohradech (nyní Vinohradská).

### Pedagogická činnost
V roce 1885 se stal asistentem v ateliéru Františka Ženíška na Uměleckoprůmyslové škole v Praze. V roce 1892 a 1896 zde byl zastupujícím ředitelem a v roce 1894 byl jmenován profesorem v ateliéru dekorativní malby.

### Zralý věk a konec života
V roce 1913 Jakub Schikaneder zvolen za řádného člena Akademie věd a umění. Funkci profesora na Uměleckoprůmyslové škole zastával do roku 1922. Po ukončení pedagogické kariéry se opakovaně vracel na ostrov Helgoland v severním Německu. Zemřel 15. listopadu 1924 v Praze. Manželka Emma (Emilie) ho přežila o téměř sedm let.

## Dílo
Dílo Jakuba Schikanedera tvoří především tři významové okruhy:

### Realistické, sociálně zaměřené obrazy
V období zhruba do roku 1900 Jakub Schikaneder často zobrazuje ženy v těžkých životních podmínkách. Příklady:
- Plečka (1887)
- Vražda v domě (1890) – Nejznámější obraz Jakuba Schikanedera o rozměrech 203×321 centimetrů. Skupina obyvatel Starého města na něm objevila mrtvolu mladé dívky. Obraz je v majetku Národní galerie Praha.[16]

### Malby vyjadřující souzvuk barevných tónů (stará Praha)
Z období po roce 1900 jsou nejznámější obrazy staré Prahy. Nejedná se o přesné zachycení konkrétních míst, ale inspirace mizející Prahou je zřejmá. Z téhož období pocházejí i tajemné malby interiérů:
- Staropražské zákoutí (1907–1909)

### Malby závěrečného období, inspirované cestami na Helgoland
- Molo (1922–1923)

Četné jsou Schikanederovy ilustrace v časopisech, zejména ve Světozoru, Ruchu a Zlaté Praze. Spolupracoval též s Antonínem Wiehlem na výzdobě dnes nedochovaného domu v pražské Sadové ulici.
Národní galerie uspořádala výstavu obrazů Jakuba Schikanedera na přelomu let 1998/1999, další výstava se konala po třinácti letech v roce 2012 (20. dubna 2012 – 21. října 2012).

## Zajímavost
Rodina Schikanederů měla umělecké kořeny. Dědeček Jakuba Schikanedera, Carl Joseph Schikaneder (1773–1845), byl zpěvák a herec brněnského i pražského německého divadla. Pradědeček, zpěvák Urban Schikaneder (1746–1818) byl starším bratrem libretisty Mozartovy Kouzelné flétny Emanuela Schikanedera (1751–1812). Herci a zpěváci se objevují i mezi dalšími osobami rodu Schikanederů. Bratr Karel (*1852) se stal divadelním hercem v Plzni.

## Galerie

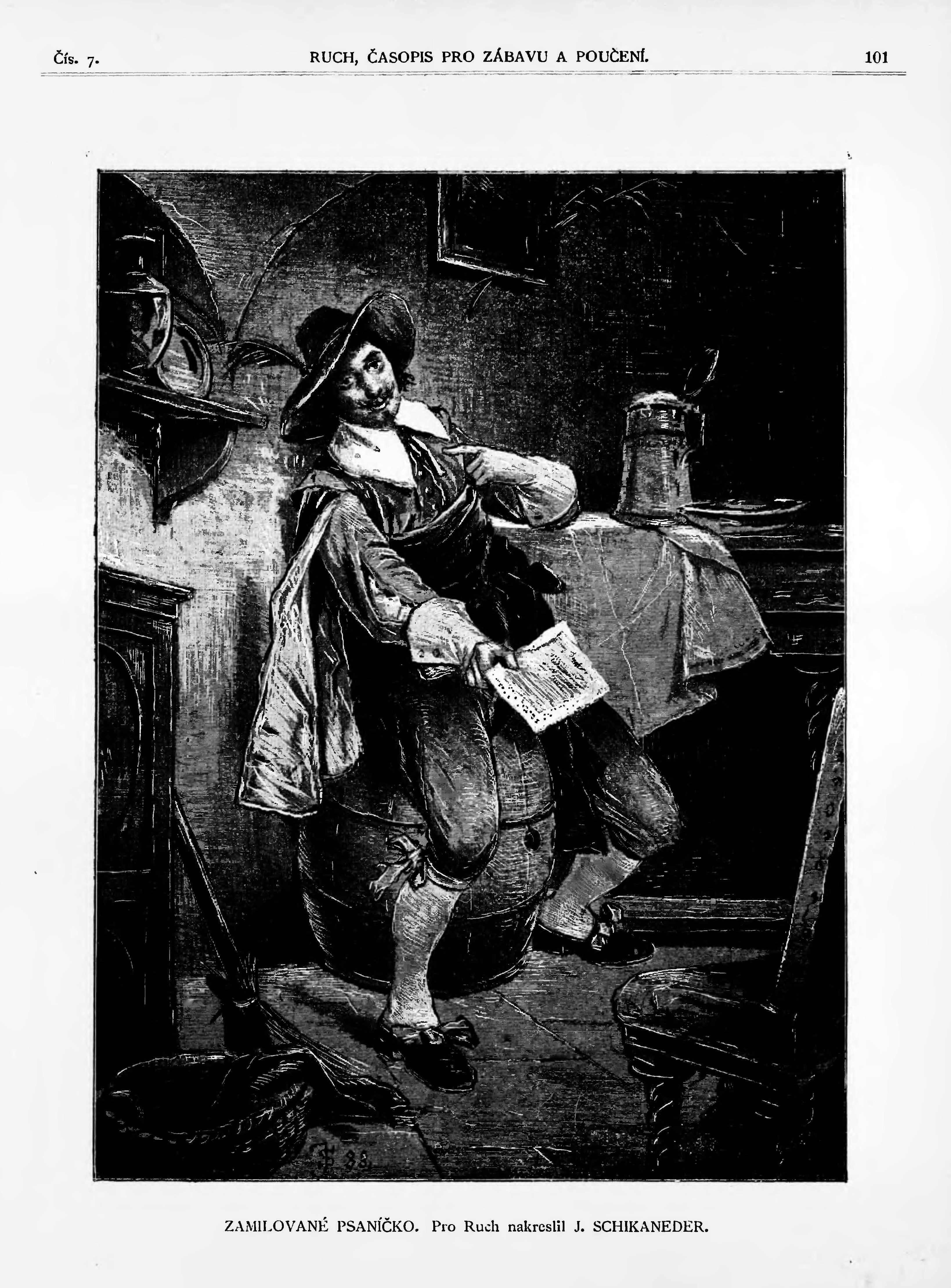
Zamilované psaníčko (Ruch, 5.3.1883)
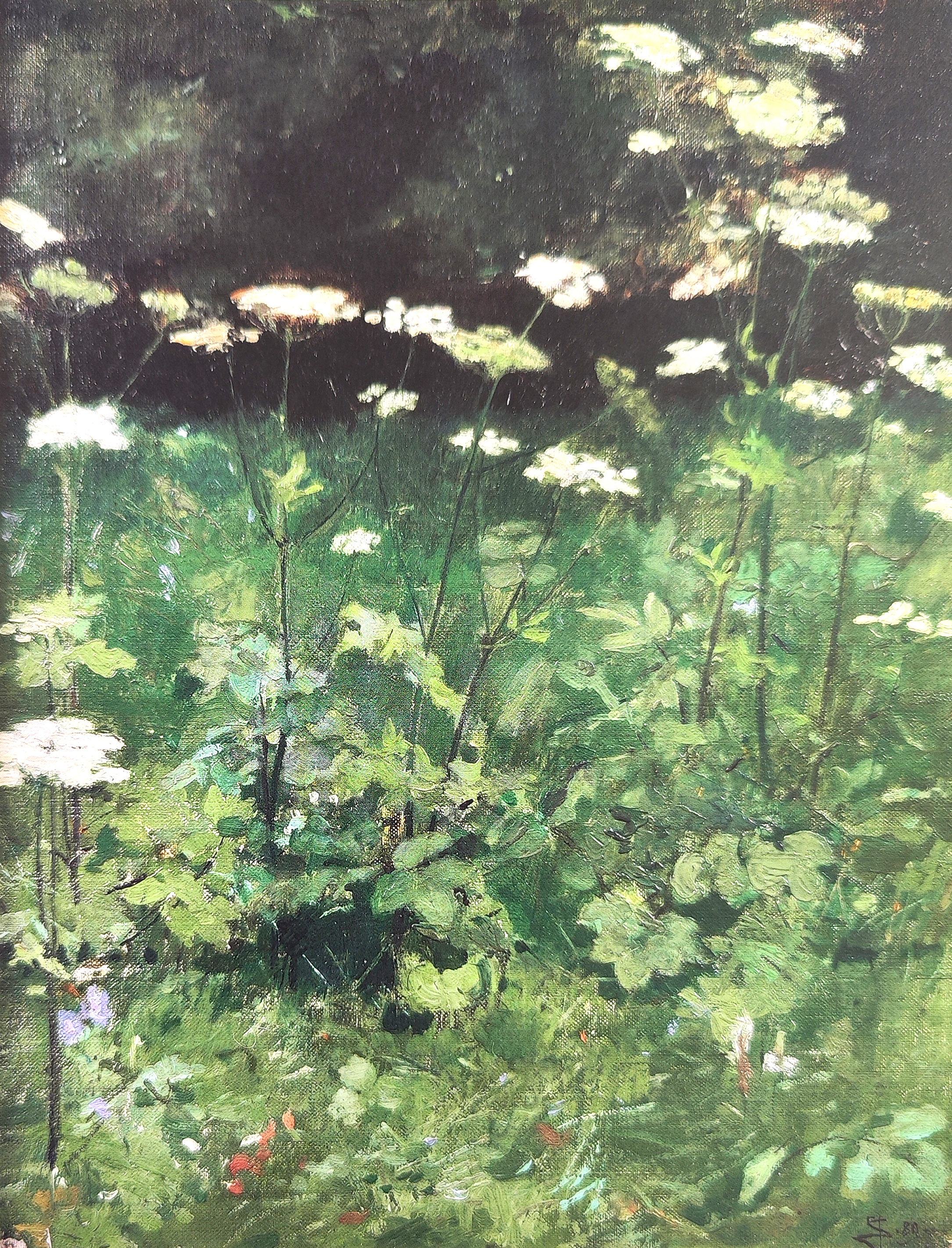
Schikaneder Jakub - Na kraji lesa (1880
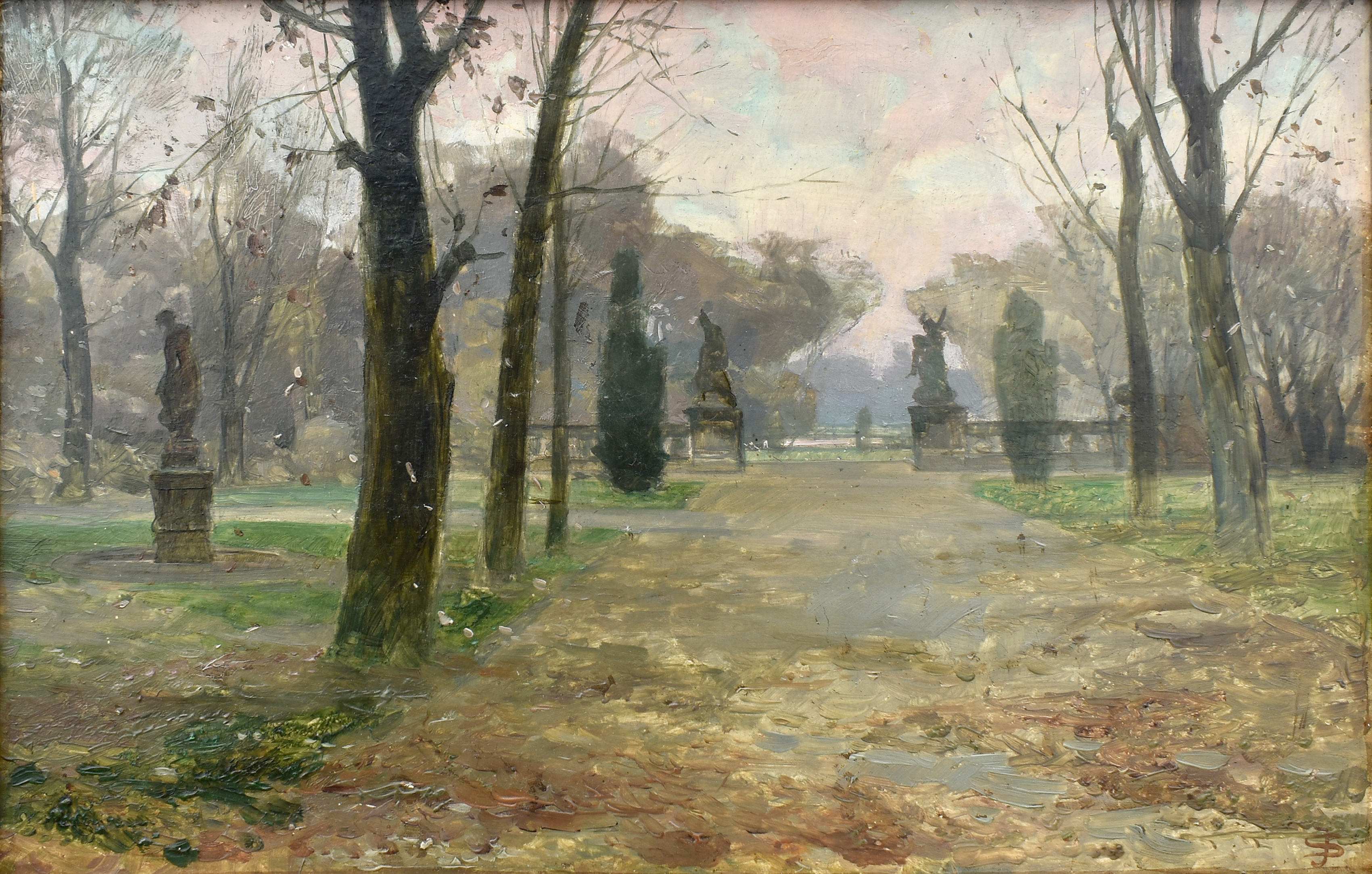
Schikaneder Jakub - V parku  (1885 - 1890)
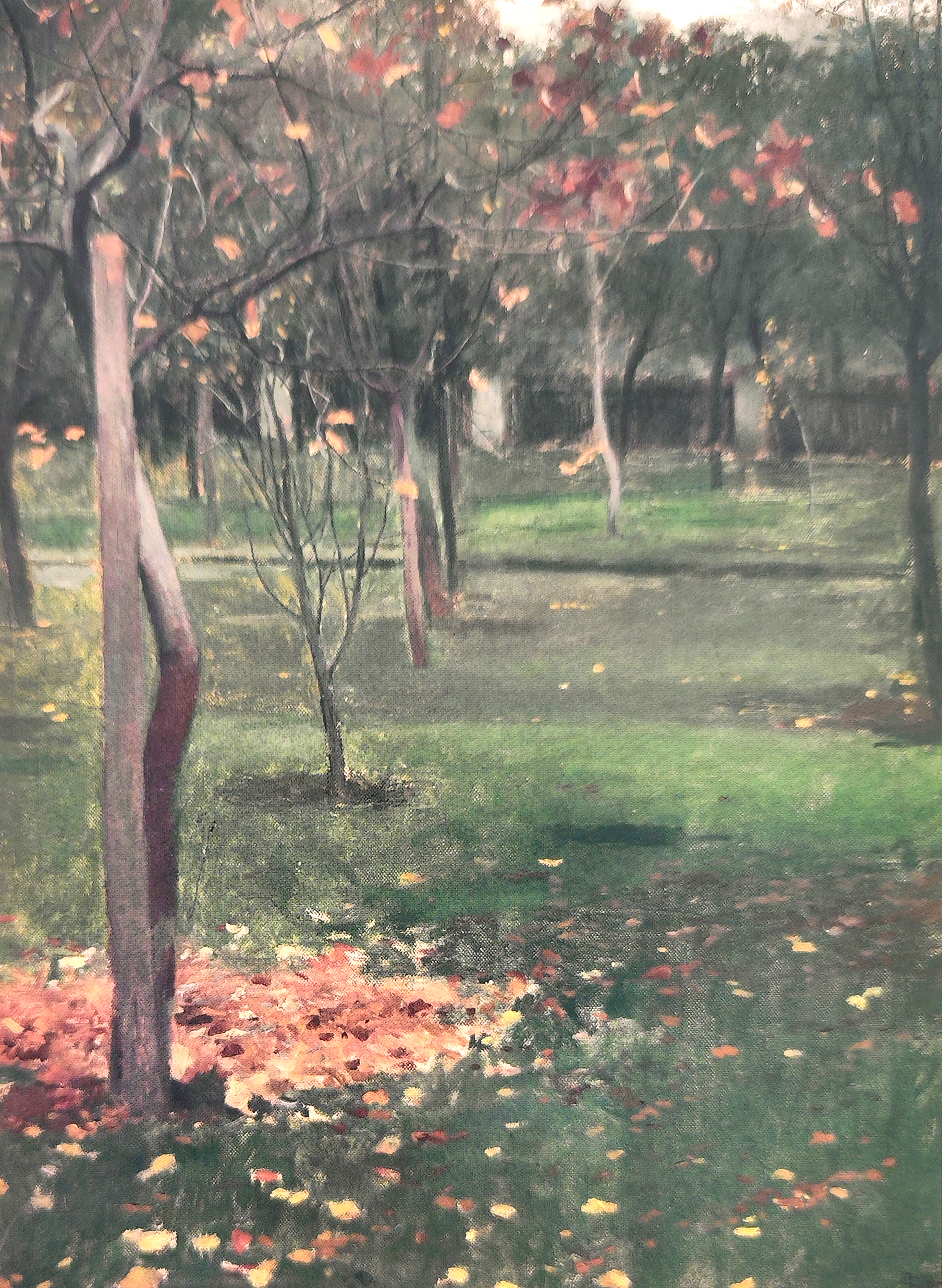
Schikaneder Jakub - V sadu (1889)
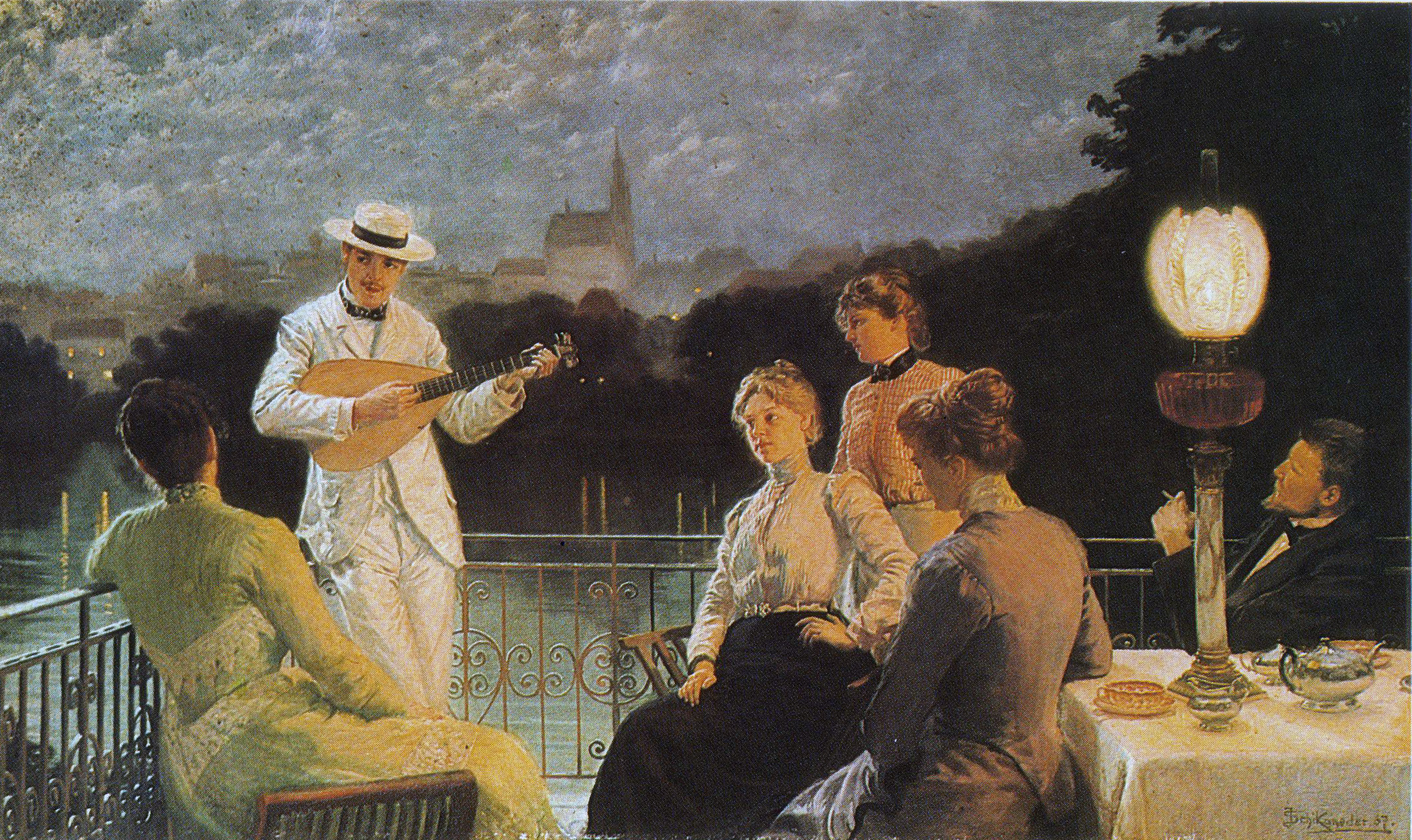
Společnost na terase (1887)
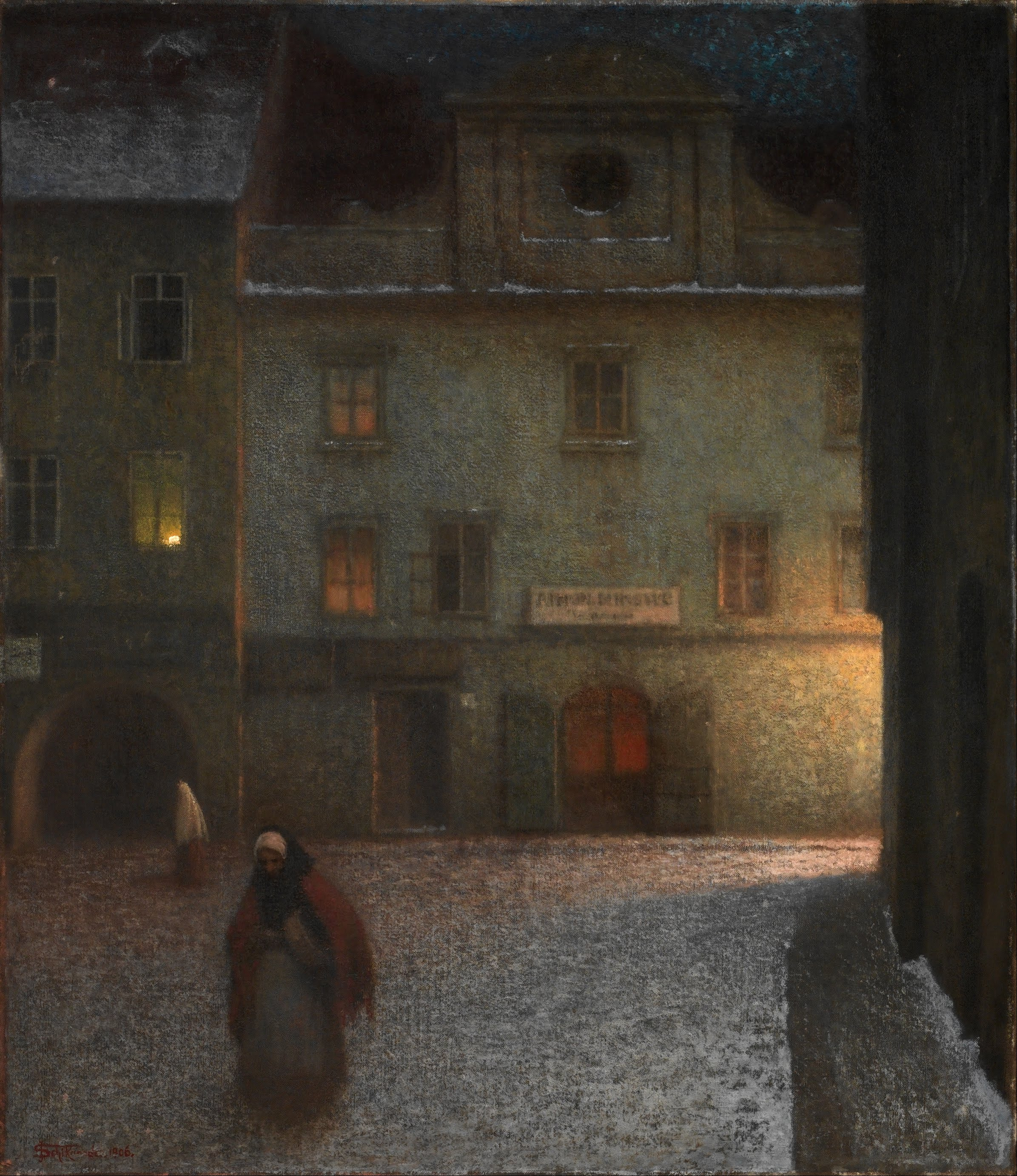
Večerní ulice
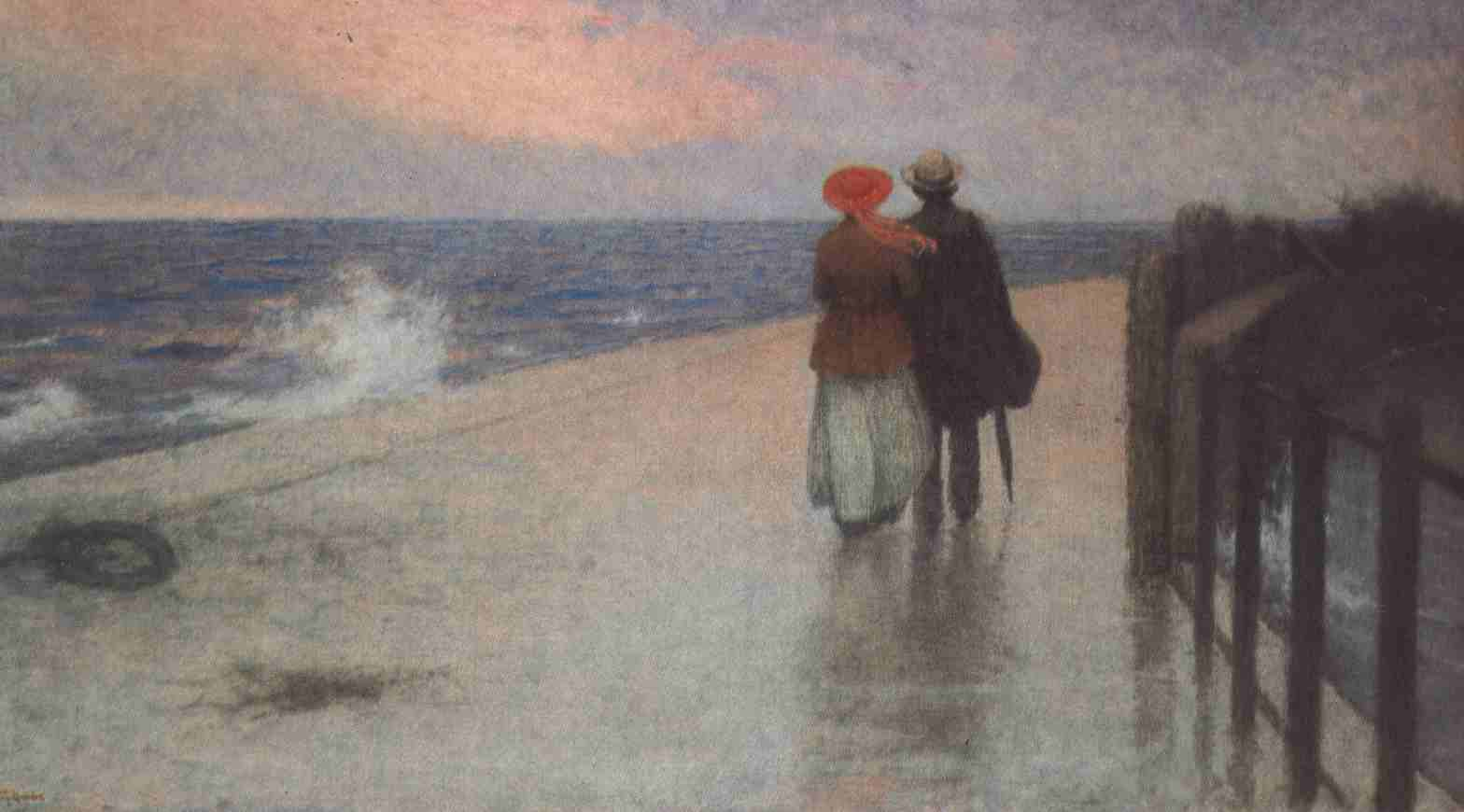
Na svatební cestě (1919–20)
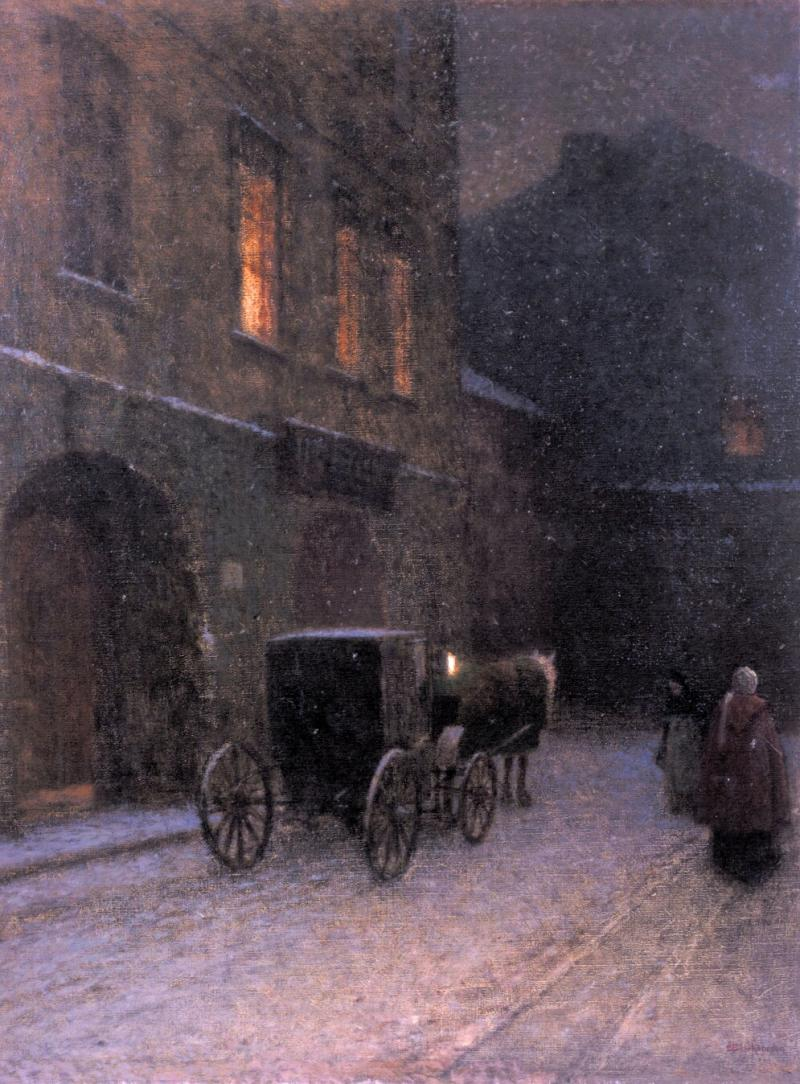
Staropražské zákoutí, olej, plátno, (1907–1909)
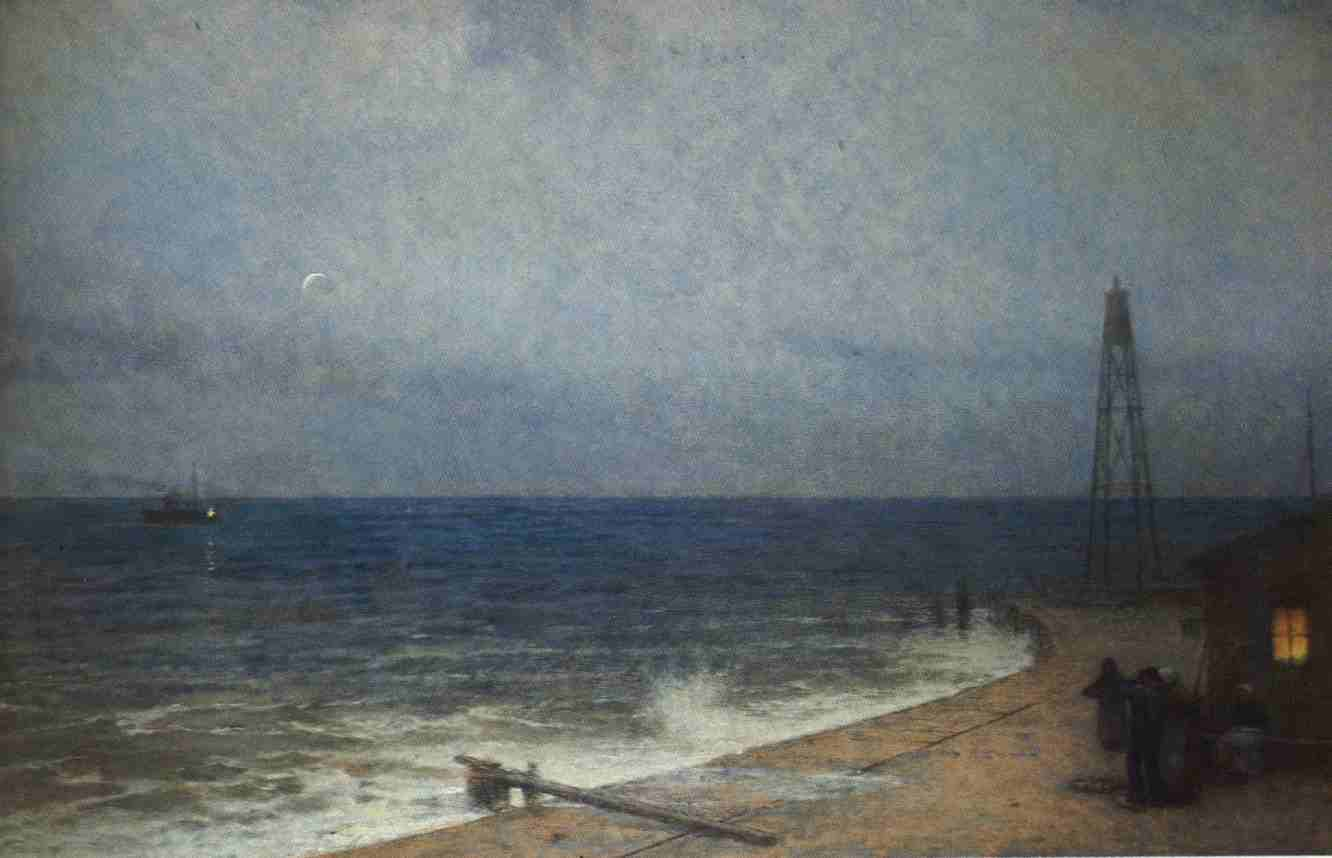
Jakub Schikaneder – Molo (1922–23)
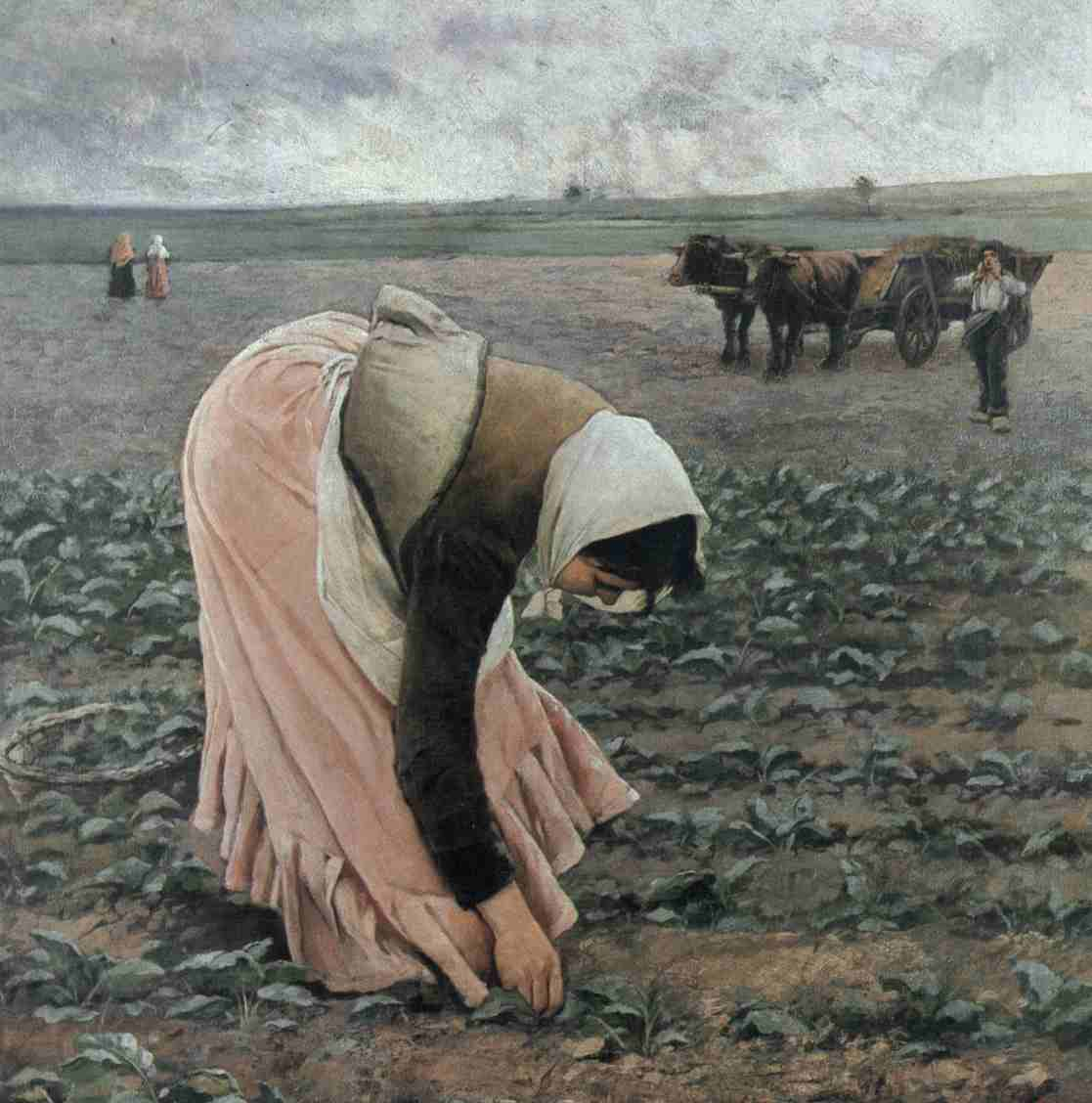
Jakub Schikaneder – Plečka (1887)
Jakub Schikaneder – Vražda v domě (1890)